# Kanato de Mongolia
El Kanato de Mongolia oficialmente Gran Estado de Mongolia fue una monarquía establecida en la actual Mongolia entre 1911 y 1924, con un interregno entre 1919 y 1920. Su gobernante fue el Buda Viviente Jebtsundamba Kutuktu VIII, conocido también como Bogd Khan, quien recibió el título de kan. También esta nación fue conocida como el kanato de Bogd Khan.

## Historia
Al llegar el siglo XX, el colonialismo protagonizado por las potencias occidentales en Asia Oriental había debilitado seriamente la influencia de la dinastía Qing. El descontento del pueblo mongol y del clero lamaísta con el abandono de las autoridades imperiales chinas en la Mongolia Exterior había generado un creciente apoyo a una declaración de independencia. Con la Revolución de Xinhai en octubre de 1911, los nobles de la Mongolia Exterior tomaron la decisión de autodeterminarse y no ser dependientes tanto con el Imperio Qing con el Imperio ruso, quien tenía intenciones de ejercer su esfera de influencia en la región.
En diciembre de 1911, la máxima autoridad de la región, el Buda Viviente Jebtsundamba Kutuktu VIII se proclamó emperador (kan) de la nueva nación, que sería una monarquía absoluta teocrática lamaísta y anunció la secesión del Imperio Qing, tomando el nombre de Bogd Khan. En 1913, Mongolia estableció una alianza y un acto de reconocimiento con el Reino del Tíbet, quien también declaró su independencia del Imperio Qing a través de un tratado.
Entre los principales objetivos que buscó inicialmente el kanato de Mongolia estaban el reconocimiento internacional y la unificación del kanato con la región de Mongolia Interior, que aún pertenecía a la República de China. Ambos objetivos fueron imposibles, ya que las potencias occidentales preferían seguir manteniendo relaciones comerciales con China, que se estaban debilitando, y reconocer a Mongolia  causaría el fin de esas relaciones; tampoco la República de China quiso reconocer la independencia de las regiones secesionistas de Mongolia Exterior y Tíbet y las consideró como partes íntegras de su territorio.
Con el Tratado de Kyakhta de 1915, la República de China reconoce cierta "autonomía" de Mongolia Exterior, sin embargo, no se ratificó la unión de Mongolia Exterior e Interior aduciendo que en Mongolia Interior había una gran población de la etnia han y que la amalgamación de los pueblos han y mongol podría traer disputas étnicas.
Con el estallido de la Revolución rusa en 1917 y la caída del Imperio ruso, la República de China quiso fortalecer su presencia en Mongolia, con el fin de evitar un acercamiento de la región a la esfera soviética. En 1919 las autoridades chinas revocan la "autonomía" a los mongoles e invaden la región, ocupando Ulán Bator, desmantelando el kanato y poniendo al Bogd Khan bajo arresto domiciliario. Sin embargo, en 1920 durante la guerra civil rusa, un oficial del Ejército Blanco llamado Roman Ungern von Sternberg penetró a Mongolia y expulsó a las fuerzas chinas, restaurando el poder del kanato y al Bogd Khan como monarca; no obstante, Ungern von Sternberg quiso cogobernar Mongolia de manera represiva y brutal, con el objetivo de fundar un nuevo gran imperio a semejanza del Imperio mongol.
Esto generó un descontento entre la población mongol, que organizó a los nacionalistas y socialistas y fundarían el Partido Revolucionario del Pueblo de Mongolia con el fin de provocar una revolución a semejanza del movimiento ruso y establecer una nación mongola independiente con la ayuda de la Unión Soviética. El Ejército Rojo junto con el ejército de la República del Extremo Oriente se unieron a los mongoles y lograron expulsar a Ungern y a las fuerzas del Ejército Blanco. En julio de 1921 el Bogd Khan aceptó establecer una monarquía constitucional con un gobierno dominado por el Partido del Pueblo Mongol y teniendo un reconocimiento internacional de parte de la Unión Soviética, que tendría una influencia importante.
La monarquía llegó a su fin en 1924 con la muerte del Bogd Khan y los comunistas declararon que no existía una novena reencarnación de Jebtsundamba Kutuktu. Posteriormente la nación fue convertida en la República Popular de Mongolia y se convirtió en un Estado satélite de la Unión Soviética.